# Heckler & Koch P2000
Heckler & Koch P2000 — немецкий пистолет, разработанный на базе пистолета Heckler & Koch USP Compact, предназначен для вооружения полиции. Широкой публике пистолет Heckler & Koch P2000 был показан на выставке IWA 2001 (Internationale Waffen Ausstellung), прошедшей в Нюрнберге. P2000 очень надёжный пистолет, отлично выдержавший самые суровые армейские испытания. Это оружие было официально одобрено для вооружения полиции и сейчас используется в нескольких полицейских управлениях Германии. Впечатления владельцев: «Очень точен, комфортен в стрельбе, даже при использовании мощных патронов, рукоятка имеет отличную эргономику, лёгкий ход спуска LEM, отличные прицельные приспособления, ёмкость магазина вполне приемлемая».

## Система конструкции и принципа работы
Автоматика этого оружия работает за счёт короткого хода ствола со специальной системой сокращения отдачи, которая была запатентована компанией Heckler & Koch. P2000 снабжен демпферным механизмом для поглощения энергии отдачи, состоящим из особой детали, крепящийся к тыльной стороне оси возвратной пружины, а также буферной пружины. Данный механизм достаточно эффективно гасит часть энергии отдачи и стабилизирует работу автоматики при использовании патронов различной мощности, и вместе с тем продлевает ресурс оружия, снижая разрушительное воздействие стрельбы мощными патронами +P и +P+. Полимерная втулка, поглощающая энергию удара затвора-кожуха о раму, способствует снижению силы отдачи и воздействию её на стрелка.
Затвор-кожух теперь существенно отличается от такового у HK USP. Создатели пистолета сделали всё, чтобы максимально уменьшить его габариты и приспособить для скрытого ношения. Эта деталь, выполненная фрезерованием из высококачественной стали, отличается не только визуально, но и действительно компактнее на практике — меньше по ширине, со скошенными краями, это уже не тот огромный затвор-кожух USP. Затвор-кожух имеет особое высокопрочное и износостойкое матовое покрытие «Hostile Environment» (враждебное окружение), отлично защищающее сталь от коррозии. Канал ствола с полигональными нарезами обладает такими преимуществами, как большой ресурс, легкая чистка и меньший прорыв пороховых газов.
Рама изготавливается из высокопрочного полимера со вставками из нержавеющей стали и стальными направляющими, также имеет пазы в передней части для крепления дополнительных приспособлений, однако, на компактный пистолет редко устанавливают тактический фонарь либо лазерный целеуказатель.
Компания пошла на встречу стрелкам с левой ведущей рукой, снабдив пистолет двухсторонней затворной задержкой, рычагами которой удобно управлять как правой, так и левой рукой. Следуя последним тенденциям в конструировании личного короткоствольного оружия и требованиям к нему, конструкторы HK создали модульный пистолет, снабдив его съемными задними частями рукоятки разного размера, благодаря чему P2000 может быть приспособлен владельцем под свою руку. А, как известно, удобство и стабильность удержания, плотный «хват» и глубокая посадка руки — залог точной стрельбы. Это работает на практике. Люди с большими кистями рук могут поставить соответствующую по габаритам деталь и отличные результаты стрельбы не заставят себя долго ждать.
В пистолете используется двухсторонняя рычажная защёлка магазина, как и в модели USP. Прицельные приспособления закреплены в пазах типа «ласточкин хвост» с возможностью внесения боковых поправок. Они могут снабжаться тритиевыми, светящимися в темноте, вставками для прицеливания в условиях недостаточного освещения. Но самой большой особенностью данной модели является конструкция ударно-спускового механизма. P2000 изначально создавался для полиции различных стран Европы и антитеррористических спецподразделений, однако вскоре стал экспортироваться в США, где также начал использоваться в полицейских управлениях и приобрел стабильную популярность на гражданском рынке оружия.
P2000 стандартно снабжается ударно-спусковым механизмом куркового типа, двойного действия, с предохранительным взводом курка и УСМ новой конструкции — LEM (Law Enforcement Modification), также обозначаемой как CDA (Combat Defense Action). Курок в этой конструкции состоит из двух частей — внешней, находящейся под воздействием собственной пружины курка, и внутренней, на которую воздействует боевая пружина. Эта оригинальная система объединяет в себе небольшое усилие и короткий ход спуска при стрельбе со взведенным курком и безопасность ношения пистолета. Если владельцу оружия необходимо носить пистолет с патроном в патроннике и при этом с возможностью произвести быстрый и точный первый выстрел, нужно только дослать патрон и убрать оружие в кобуру. Нажатие на спусковой крючок взводит основную, внешнюю, часть курка, после чего с шептала срывается и внешняя и внутренняя части, нанося под воздействием двух пружин удар общей массой и энергией по ударнику.
Внутренняя часть курка довзводится автоматически после каждого выстрела, а усилие спуска при первом выстреле составляет от 2 до 3,4 кг, в то время как в пистолетах с обычным УСМ двойного действия усилие спуска самовзводом составляет от 5,5 до 6,7 кг. Другим преимуществом механизма LEM является безопасность в обращении. Если даже внутренняя часть курка, на которую воздействует боевая пружина, каким-либо образом самопроизвольно сорвется с шептала, её энергии не хватит для инициирования капсюля патрона. Производство выстрела требует только совместного удара обеих частей курка под воздействием двух пружин. Внешняя часть курка после выстрела автоматически переводится в переднее положение, а внутренняя — ставится на боевой взвод. Стандартный вариант снабжается рычагом безопасного спуска курка, который переводит внутреннюю его часть в переднее положение, разгружая боевую пружину, что необходимо для длительного хранения оружия во избежание ослабления пружины.
Кроме того, спусковой крючок P2000 имеет короткий возвратный ход после производства выстрела, что немаловажно для скоростной стрельбы.

## Варианты
- Heckler & Koch P2000 SK — субкомпактная версия, выпущенная для американского рынка, имеет уменьшенную ёмкость магазина. Спусковой механизм только модификации V1.

В пистолете может использоваться несколько модификаций спускового механизма:
- V0 пистолет с классическим CDA спусковым механизмом.
- V1 пистолет с CDA спусковым механизмом, отсутствует только возможность безопасного спуска с боевого взвода пружины курка: нужно нажимать курок, когда патрон отсутствует в патроннике. Усилие для нажатия курка составляет 2 килограмма.
- V2 аналогично V1, только усилие для нажатия курка составляет 2,8 килограмма.
- V3 пистолет имеет обычный спусковой механизм с возможностью безопасного спуска курка с боевого взвода, после чего первый выстрел осуществляется самовзводом.
- V4 аналогично V1, только усилие для нажатия курка составляет 3,3 килограмма.
- V5 спусковой механизм CDA только двойного, усилие для нажатия составляет 3,6 килограмма[2].

## Страны-эксплуатанты
- Канада: Используется тюремной охраной (Correctional Service of Canada) и лесной охраной (Parks Canada Warden Service)
- ФРГ: Используется некоторыми полицейскими департаментами.
- Япония: Используется спецподразделениями полиции.
- Швейцария: Используется пограничными войсками и федеральной полицией, в варианте под патрон 9 мм. Спец. агентам федеральной полиции разрешено носить HK P2000SK.
- США: Используется правоохранительным органом Customs and Border Protection.
- Украина: Используется некоторыми сотрудниками Службы безопасности Украины.